# Tuvinià
El tuvinià (тыва дыл, tıwa dıl), també conegut com a tuvà, és una llengua turquesa. És parlada per unes 200.000 persones a la República de Tuvà a la part central del sud de Sibèria. La llengua té una gran quantitat de mots manllevats del mongol i més recentment del rus. Hi ha petits grups d'emigrants tuvinians que parlen diversos dialectes del tuvinià a la Xina i a Mongòlia.
El nom Tuvà es remunta a la publicació de la Història secreta dels mongols. Els tuvans, històricament s'han conegut com Soions, Soiots o Uriankhais.

## Ortografia
L'ortografia original tongana va ser originada a principis dels anys trenta per un monjo tuvinià budista, Lopsan-Chimit, que més tard va ser víctima de les repressions en els conflictes estalinistes. Feia servir majoritàriament caràcters llatins amb algunes lletres especials. Uns quants llibres, que incloïen butlletins destinats a ensenyar a llegir els adults, estaven impresos amb aquest sistema d'escriptura. L'alfabet de Lopsan-Chimit va ser substituït per un altre basat en l'alfabet ciríl·lic, usat avui en dia, i va ser eficaçment esborrat dels llibres d'història. Durant l'era postsoviètica, els estudiants tuvinians i altres estudiosos van renovar el seu interès en la història de les lletres tuvinianes i en fixar fonts històriques creïbles.
L'actual alfabet tuvinià és una versió modificada de l'alfabet rus, conté tres lletres addicionals: ң (la "ng" llatina o, en l'Alfabet Fonètic Internacional, la [ŋ]), Өө (la "ö" llatina o en l'AFI [ø]), Үү (la "ü" llatina o en l'AFI [y]). L'ordre alfabètic segueix exactament el rus, amb la ң inserida després de la Н russa, la Ө després de la О, i la Ү després de la У. No hi ha una versió en majúscula de ң per què no hi ha cap paraula que comenci amb aquesta grafia en tuvinià.

### Alfabet
Alfabet llatí de Lopsan-Chimit:
| A a | B ʙ | C c | D d | E e | F f | G g | Ƣ ƣ |
| H h | I i | J j | Ɉ ɉ | K k | L l | M m | N n |
| N n | O o | Ө ө | P p | Q q | R r | S s | Ş ş |
| T t | U u | V v | W w | X x | Y y | Z z | Ƶ ƶ |
| Ь ь |     |     |     |     |     |     |     |

Des del 1943 s'empra un alfabet ciríl·lic:
| А а | Б б | В в | Г г | Д д | Е е | Ё ё | Ж ж |
| З з | И и | Й й | К к | Л л | М м | Н н | Ң ң |
| О о | Ө ө | Ӫ ӫ | П п | Р р | С с | Т т | У у |
| Ү ү | Ф ф | Х х | Ц ц | Ч ч | Ш ш | Щ щ | Ъ ъ |
| Ы ы | Ь ь | Э э | Ю ю | Я я |     |     |     |

## Literatura
El tuvinià té una rica tradició de folklore de transmissió oral. Aquesta tradició inclou molts gèneres que van des de breus endevinalles i aforismes fins a contes màgics, èpics o de por que necessiten moltes hores per ser recitats. Alguns exemples i extractes del gènere èpic com Kirish, Bora-Sheelei han sigut publicats.Aquesta forma d'art ara està en perill, perquè la gent gran que transmet aquestes històries no està substituïda per gent jove.